# Henri Noulhac
Henri Adrien Noulhac, né à Issoudun le 18 mars 1866 et mort à Paris (6e arrondissement) le 22 mars 1931, est un relieur doreur français.

## Biographie
Henri Noulhac s'installe à Paris en 1891, il épouse Clarisse Célina Corbéry et demeure alors au 39, rue de Sèvres. De leur union naît une fille, Madeleine Émilie (1893-1958). Il est alors domicilié au 5, rue Chevert. 
Noulhac réalise en tant qu'artisan des décors d'artistes divers, tels l'illustrateur Adolphe Giraldon, le joailler et dessinateur Jules Chadel et Pierre Legrain fait également appel à lui. Il travaille également sur des dessins de sa fille.
Henri Noulhac transmet également sa science et a notamment comme élèves les relieures Rose Adler et Madeleine Gras.
À son décès le 22 mars 1931, il demeure au 6, rue du Pont-de-Lodi.
Il est inhumé au cimetière parisien de Bagneux le surlendemain.

## Travail
Henri Noulhac réalise des reliures de type janséniste et de style Art déco.

## Collections
- Bibliothèques de Châteauroux[6]
- Bibliothèque nationale de France[7]
- Bibliothèque du Congrès
- Bibliothèque royale des Pays-Bas
- Bibliothèque de l'Arsenal[8]